# ژوپرل
شهر ژوپرل (به فرانسوی: Juprelle) در شهرستان لیئژ  در استان لیئژ  در منطقه فدرال والوون در کشور بلژیک واقع شده‌است.